# Decatlón
El decatlón (del griego δέκα ‘diez’ y ἄθλον ‘prueba’) es una prueba combinada de atletismo que comprende diez pruebas (cuatro carreras, tres lanzamientos y tres saltos), se disputa en dos días consecutivos, siguiendo un orden establecido.
El decatlón masculino forma parte del programa de atletismo en los Juegos Olímpicos desde Estocolmo 1912. La prueba femenina equivalente es el heptatlón, que cuenta con algunas pruebas distintas.

## Disciplinas deportivas
El primer día se disputan las siguientes pruebas y en este orden: 
- 100 metros lisos
- Salto de longitud
- Lanzamiento de peso
- Salto de altura
- 400 metros lisos

En el segundo día:
- 110 metros vallas
- Lanzamiento de disco
- Salto con pértiga
- Lanzamiento de jabalina
- 1500 metros lisos

En el decatlón femenino, prueba no olímpica, es habitual que los concursos (saltos y lanzamientos) intercambien el día de celebración con el fin de no interferir con el decatlón masculino, ya que lo habitual es que ambas competiciones se hagan a la vez.
Las marcas obtenidas en las distintas pruebas son valoradas con arreglo a unas tablas de puntuación de la Federación Internacional de Atletismo. Se proclamará ganador de la competición a aquel atleta que consiga mayor puntuación.
Cuando sea posible habrá un intervalo de media hora entre el término de una prueba y el comienzo de la siguiente, para cualquier atleta individual; y si es posible, entre la última prueba del primer día y la primera del segundo pasarán diez horas.
Las series y grupos serán confeccionadas por el delegado técnico, y en su defecto por el juez árbitro, de manera que: los atletas que tengan marcas similares (en el mismo tiempo, año, temporada…) en sendas pruebas competirán juntos; haya cinco o más atletas en cada serie o grupo y nunca menos de tres. Cuando esto no pueda realizarse por causa del horario, las series o grupos de la siguiente prueba serán confeccionadas de acuerdo con la disponibilidad de los atletas después de participar en la prueba precedente. En la última prueba, las series se ordenarán de forma que en una de ellas compitan los atletas que encabecen la clasificación. El delegado técnico, y en su caso el juez árbitro tienen facultad para modificar cualquier grupo si lo consideran necesario.
En cada prueba se aplicarán las reglas habituales, con las siguientes excepciones:
- En salto de longitud y lanzamientos solo se podrán realizar tres intentos.
- En las carreras todos los atletas serán advertidos en el caso de haber una salida nula. La siguiente nula supondrá la expulsión del causante.

Todo atleta que no intente tomar una salida o hacer un intento en concursos no será autorizado a seguir, se considera que ha abandonado la competición y no aparecerá en la clasificación final. Cualquier atleta que desee retirarse debe notificarlo al juez árbitro.
Las puntuaciones, con las tablas en vigor, serán anunciadas tras cada prueba, por separado, y con el total acumulado. En caso de empate vencerá el atleta que en mayor número de pruebas haya conseguido mayor número de puntos, y si esto no bastara, el que mayor puntuación haya conseguido en una prueba cualquiera (o en una segunda, etc.).
Solo puede aplicarse un sistema de cronometraje para toda la competición, pero en caso de plusmarca pueden aplicarse las puntuaciones tomadas con la foto de llegada aunque haya atletas que no puedan utilizarlas.

## Sistema de puntos
La tabla de puntos IAAF 2001 usa la siguiente fórmula:
- Puntos = INT(A*(B-P)C) para eventos de pista
- Puntos = INT(A*(P-B)C) para eventos de campo

A, B y C son parámetros que varían con la disciplina, como se muestra en la tabla, mientras que P es la marca obtenida por el atleta, medida en segundos (eventos de pista), metros (lanzamientos), o centímetros (saltos).
| Evento              | A       | B    | C    |
| ------------------- | ------- | ---- | ---- |
| 100 m               | 25.4347 | 18   | 1.81 |
| Salto de longitud   | 0.14354 | 220  | 1.40 |
| Lanzamiento de peso | 51.39   | 1.5  | 1.05 |
| Salto de altura     | 0.8465  | 75   | 1.42 |
| 400 m               | 1.53775 | 82   | 1.81 |
| 110 m vallas        | 5.74352 | 28.5 | 1.92 |
| L. de disco         | 12.91   | 4    | 1.1  |
| Salto con pértiga   | 0.2797  | 100  | 1.35 |
| L. jabalina         | 10.14   | 7    | 1.08 |
| 1500 m              | 0.03768 | 480  | 1.85 |

La tabla del decatlón no debe ser confundida con las tablas de puntajes hechas por Bojidar Spiriev, que permiten comparar la calidad relativa de los registros de los atletas en diferentes eventos. En esas tablas, por ejemplo, un puntaje de decatlón de 9006 puntos equivale a 1265 "puntos de comparación", los mismos puntos que un triple salto de 18.00m.

## Récords
Actualizado a agosto de 2021.
| Récord                | Puntaje | País           | Atleta         | Fecha                    | Lugar          |
| --------------------- | ------- | -------------- | -------------- | ------------------------ | -------------- |
| Mundial               | 9,126   | Francia        | Kevin Mayer    | 16 de septiembre de 2018 | Talence        |
| Olímpico              | 9,018   | Canadá         | Damian Warner  | 5 de agosto de 2021      | Tokio          |
| Récords continentales |         |                |                |                          |                |
| Europa                | 9,126   | Francia        | Kevin Mayer    | 16 de septiembre de 2018 | Talence        |
| Norteamérica y Caribe | 9,045   | Estados Unidos | Ashton Eaton   | 29 de agosto de 2015     | Pekín          |
| África                | 8,521   | Argelia        | Larbi Bourrada | 18 de agosto de 2016     | Río de Janeiro |
| Asia                  | 8,725   | Kazajistán     | Dmitriy Karpov | 24 de agosto de 2004     | Atenas         |
| Oceanía               | 8,649   | Australia      | Ashley Moloney | 5 de agosto de 2021      | Tokio          |
| Sudamérica            | 8,393   | Brasil         | Carlos Chinin  | 8 de junio de 2013       | São Paulo      |

## Evolución del récord mundial

### Masculino
Las tablas oficiales de puntuación del decatlón se han actualizado varias veces a lo largo de la historia; la última de ellas, en 1985. Se ofrecen todos los récords oficiales desde 1922 con la puntuación en el momento del récord y su equivalente en el sistema vigente en la actualidad.

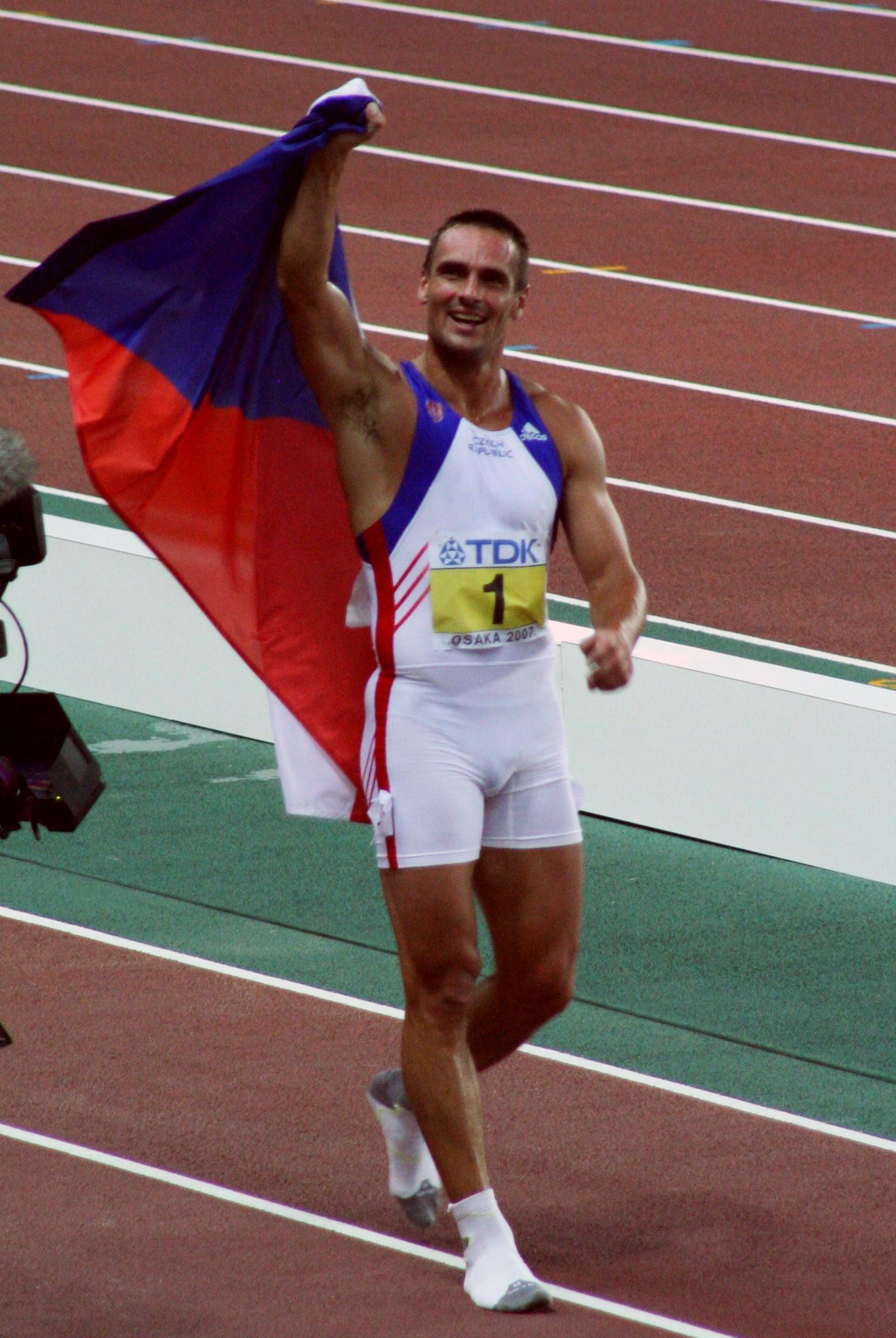
Roman Šebrle primer atleta en sobrepasar los 9000 puntos.

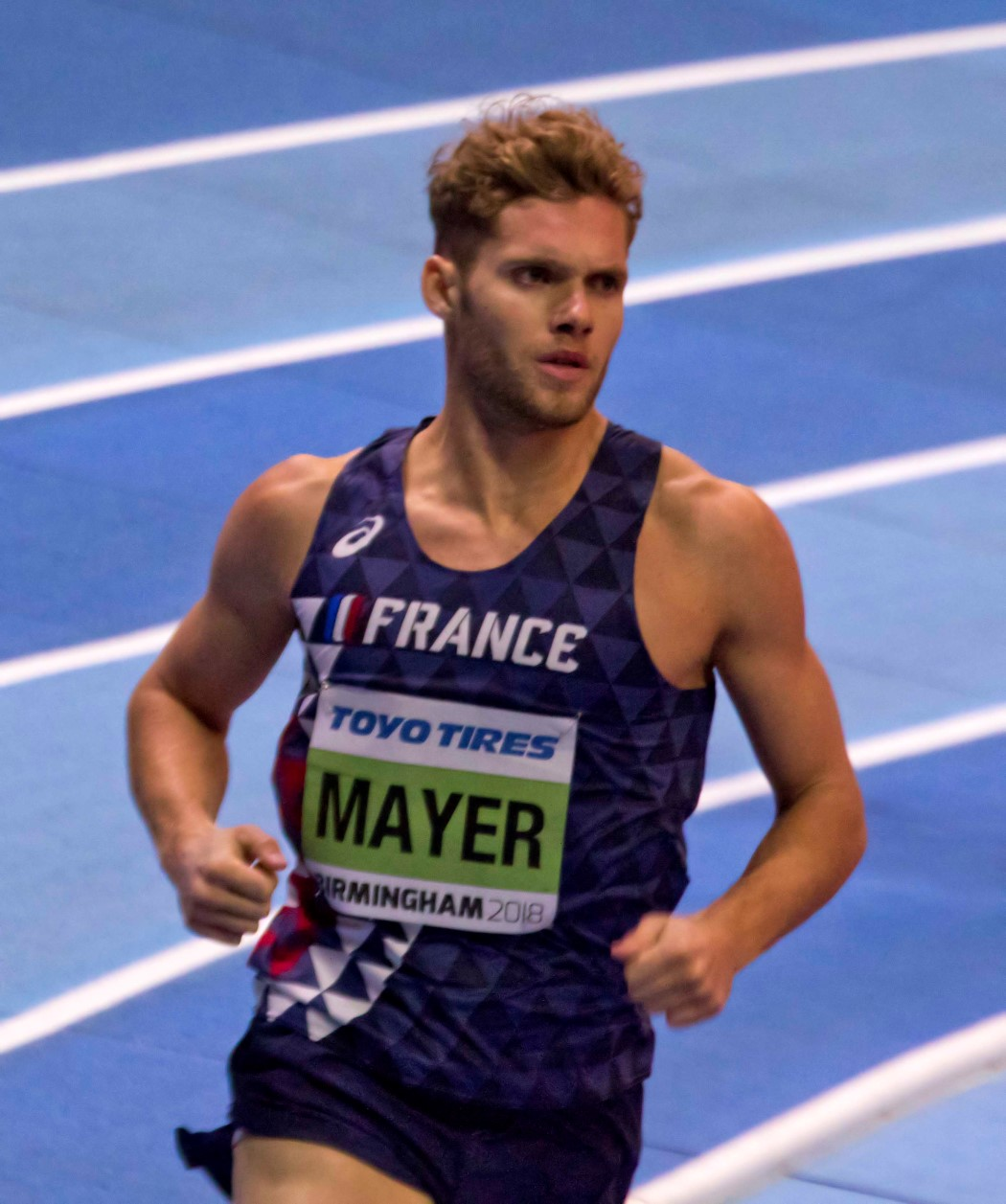
Kevin Mayer posee actualmente la marca mundial del decatlón desde 2018.

| Puntos    | Ajuste puntosMarca | Atleta                | Fecha                    | Lugar       |
| --------- | ------------------ | --------------------- | ------------------------ | ----------- |
| 7,485.61  | 6,087              | Aleksander Klumberg   | 1922-09-22               | Helsinki    |
| 7,710.775 | 6,476              | Harold Osborn         | 1924-07-12               | París       |
| 7,820.93  | 6,460              | Paavo Yrjölä          | 1926-07-18               | Viipuri     |
| 7,995.19  | 6,566              | Paavo Yrjölä          | 1927-07-17               | Helsinki    |
| 8,053.29  | 6,587              | Paavo Yrjölä          | 1928-08-04               | Ámsterdam   |
| 8,255.475 | 6,865              | Akilles Järvinen      | 1930-07-20               | Viipuri     |
| 8,462.235 | 6,736              | James Bausch          | 1932-08-06               | Los Ángeles |
| 8,790.46  | 7,147              | Hans-Heinrich Sievert | 1934-07-08               | Hamburgo    |
| 7,900     | 7,254              | Glenn Morris          | 1936-08-08               | Berlín      |
| 8,042     | 7,287              | Bob Mathias           | 1950-06-30               | Tulare      |
| 7,887     | 7,592              | Bob Mathias           | 1952-07-26               | Helsinki    |
| 7,985     | 7,608              | Rafer Johnson         | 1955-06-11               | Kingsburg   |
| 8,014     | 7,653              | Vasili Kuznetsov      | 1958-05-18               | Krasnodar   |
| 8,302     | 7,989              | Rafer Johnson         | 1958-07-28               | Moscú       |
| 8,357     | 7,839              | Vasili Kuznetsov      | 1959-05-17               | Moscú       |
| 8,683     | 7,981              | Rafer Johnson         | 1960-07-09               | Eugene      |
| 9,121     | 8,010              | Yang Chuan-kwang      | 1963-04-28               | Walnut      |
| 8,230     | 8,120              | Russ Hodge            | 1966-07-24               | Los Ángeles |
| 8,319     | 8,235              | Kurt Bendlin          | 1967-05-14               | Heidelberg  |
| 8,417     | 8,310              | Bill Toomey           | 1969-12-11               | Los Ángeles |
| 8,454     | 8,466              | Mykola Avilov         | 1972-09-08               | Múnich      |
| 8,524     | 8,420              | Bruce Jenner          | 1975-08-10               | Eugene      |
| 8,538     | 8,454              | Bruce Jenner          | 1976-06-26               | Eugene      |
| 8,618     | 8,634              | Bruce Jenner          | 1976-07-30               | Montreal    |
| 8,622     | 8,648              | Daley Thompson        | 1980-05-15               | Götzis      |
| 8,649     | 8,667              | Guido Kratschmer      | 1980-06-14               | Filderstadt |
| 8,704     | 8,730              | Daley Thompson        | 1982-05-23               | Götzis      |
| 8,723     | 8,741              | Jürgen Hingsen        | 1982-08-15               | Ulm         |
| 8,743     | 8,774              | Daley Thompson        | 1982-09-08               | Atenas      |
| 8,779     | 8,825              | Jürgen Hingsen        | 1983-06-05               | Filderstadt |
| 8,798     | 8,832              | Jürgen Hingsen        | 1984-05-09               | Mannheim    |
| 8,798     | 8,847              | Daley Thompson        | 1984-08-09               | Los Ángeles |
| 8,891     | 8,891              | Dan O'Brien           | 5 de septiembre de 1992  | Talence     |
| 8,994     | 8,994              | Tomáš Dvořák          | 4 de julio de 1999       | Praga       |
| 9,026     | 9,026              | Roman Šebrle          | 27 de mayo de 2001       | Götzis      |
| 9,039     | 9,039              | Ashton Eaton          | 23 de junio de 2012      | Eugene      |
| 9,045     | 9,045              | Ashton Eaton          | 29 de agosto de 2015     | Pekín       |
| 9,126     | 9,126              | Kevin Mayer           | 16 de septiembre de 2018 | Talence     |

### Femenino
- Solo dos récords mundiales han sido ratificados por la IAAF.
| Puntos | Atleta            | Fecha                    | Lugar    |
| ------ | ----------------- | ------------------------ | -------- |
| 8,150  | Marie Collonvillé | 26 de septiembre de 2004 | Talence  |
| 8,358  | Austra Skujytė    | 15 de abril de 2005      | Columbia |

## Atletas con mejores marcas mundiales
Una marca obtenida en decatlón es homologable si el viento no supera en ninguna de las pruebas en que es relevante (carreras hasta 200 m y saltos horizontales) los 4 m/s y, además, el viento promedio entre todas estas pruebas no supera los 2 m/s.
- Actualizado a agosto de 2021

### Hombres
| Rank | Marca | Atleta              | Lugar                  | Fecha                    |
| ---- | ----- | ------------------- | ---------------------- | ------------------------ |
| 1    | 9,126 | Kevin Mayer         | Talence                | 16 de septiembre de 2018 |
| 2    | 9,045 | Ashton Eaton        | Pekín                  | 29 de agosto de 2015     |
| 3    | 9,026 | Roman Šebrle        | Götzis                 | 27 de mayo de 2001       |
| 4    | 9,018 | Damian Warner       | Tokio                  | 5 de agosto de 2021      |
| 5    | 8,994 | Tomáš Dvořák        | Praga                  | 4 de julio de 1999       |
| 6    | 8,891 | Dan O'Brien         | Talence                | 9 de septiembre de 1992  |
| 7    | 8,847 | Daley Thompson      | Los Ángeles            | 9 de agosto de 1984      |
| 8    | 8,832 | Jürgen Hingsen      | Mannheim               | 9 de junio de 1984       |
| 8    | 8,832 | Bryan Clay          | Eugene                 | 30 de junio de 2008      |
| 10   | 8,815 | Erki Nool           | Edmonton               | 8 de agosto de 2001      |
| 11   | 8,792 | Uwe Freimuth        | Potsdam                | 21 de julio de 1984      |
| 12   | 8,790 | Trey Hardee         | Berlín                 | 20 de agosto de 2009     |
| 13   | 8,784 | Tom Pappas          | Palo Alto              | 22 de junio de 2003      |
| 14   | 8,762 | Siegfried Wentz     | Filderstadt-Bernhausen | 5 de junio de 1983       |
| 15   | 8,735 | Eduard Hämäläinen   | Götzis                 | 29 de mayo de 1994       |
| 16   | 8,727 | Dave Johnson        | Azusa, California      | 24 de abril de 1992      |
| 17   | 8,725 | Dmitriy Karpov      | Atenas                 | 24 de agosto de 2004     |
| 18   | 8,709 | Aleksandr Apaychev  | Neubrandenburg         | 3 de junio de 1984       |
| 19   | 8,706 | Frank Busemann      | Atlanta                | 1 de agosto de 1996      |
| 20   | 8,698 | Grigoriy Degtyaryev | Kiev                   | 22 de junio de 1984      |
| 21   | 8,694 | Chris Huffins       | Nueva Orleans          | 20 de junio de 1998      |
| 22   | 8,691 | Niklas Kaul         | Doha                   | 3 de octubre de 2019     |
| 23   | 8,680 | Torsten Voss        | Roma                   | 4 de septiembre de 1987  |
| 24   | 8,670 | Michael Schrader    | Moscú                  | 11 de agosto de 2013     |
| 25   | 8,667 | Guido Kratschmer    | Filderstadt-Bernhausen | 14 de junio de 1980      |

### Mujeres
| Rank | Marca | Atleta              | Lugar             | Fecha                    |
| ---- | ----- | ------------------- | ----------------- | ------------------------ |
| 1    | 8,358 | Austra Skujytė      | Columbia (Misuri) | 15 de abril de 2005      |
| 2    | 8,150 | Marie Collonvillé   | Talence           | 26 de septiembre de 2004 |
| 3    | 7,921 | Jordan Gray         | San Mateo         | 23 de junio de 2019      |
| 4    | 7,798 | Irina Karpova       | Talence           | 26 de septiembre de 2004 |
| 5    | 7,358 | Julie Martin        | Talence           | 26 de septiembre de 2004 |
| 6    | 7,064 | Breanna Eveland     | Columbia (Misuri) | 14 de abril de 2006      |
| 7    | 6,878 | Jessica Taylor      | Erith             | 13 de septiembre de 2015 |
| 8    | 6,749 | Barbora Špotáková   | Talence           | 26 de septiembre de 2004 |
| 9    | 6,709 | Marie-Cécile Crancé | Talence           | 26 de septiembre de 2004 |
| 10   | 6,641 | Lindsay Grigoriev   | Columbia (Misuri) | 15 de abril de 2005      |
| 11   | 6,614 | María Peinado       | Castellón         | 23 de octubre de 2005    |

## Campeones olímpicos
Para detalles ver Anexo:Medallistas olímpicos en atletismo (Decatlón masculino).
| Edición             | Oro                                                  | Plata                                    | Bronce                                |
| ------------------- | ---------------------------------------------------- | ---------------------------------------- | ------------------------------------- |
| Saint Louis 1904    | Tom Kiely · Reino Unido                              | Adam Gunn · Estados Unidos               | Truxton Hare · Estados Unidos         |
| Londres 1908        | -----                                                | -----                                    | -----                                 |
| Estocolmo 1912      | Jim Thorpe · Estados Unidos Hugo Wieslander · Suecia | Charles Lomberg · Suecia                 | Gösta Holmér · Suecia                 |
| Amberes 1920        | Helge Løvland · Noruega                              | Brutus Hamilton · Estados Unidos         | Bertil Ohlson · Suecia                |
| París 1924          | Harold Osborn · Estados Unidos                       | Emerson Norton · Estados Unidos          | Aleksander Klumberg · Estonia         |
| Ámsterdam 1928      | Paavo Yrjölä · Finlandia                             | Akilles Järvinen · Finlandia             | John Doherty · Estados Unidos         |
| Los Ángeles 1932    | James Bausch · Estados Unidos                        | Akilles Järvinen · Finlandia             | Wolrad Eberle · Alemania              |
| Berlín 1936         | Glenn Morris · Estados Unidos                        | Robert Clark · Estados Unidos            | Jack Parker · Estados Unidos          |
| Londres 1948        | Bob Mathias · Estados Unidos                         | Ignace Heinrich · Francia                | Floyd Simmons · Estados Unidos        |
| Helsinki 1952       | Bob Mathias · Estados Unidos                         | Milt Campbell · Estados Unidos           | Floyd Simmons · Estados Unidos        |
| Melbourne 1956      | Milt Campbell · Estados Unidos                       | Rafer Johnson · Estados Unidos           | Vasili Kuznetsov · Unión Soviética    |
| Roma 1960           | Rafer Johnson · Estados Unidos                       | Yang Chuan-Kwang · China Taipéi          | Vasili Kuznetsov · Unión Soviética    |
| Tokio 1964          | Willi Holdorf · Equipo Alemán Unificado              | Rein Aun · Unión Soviética               | Hans-Joachim Walde · Alemania         |
| México 1968         | Bill Toomey · Estados Unidos                         | Hans-Joachim Walde · Alemania Occidental | Kurt Bendlin · Alemania Occidental    |
| Múnich 1972         | Nikolai Avilov · Unión Soviética                     | Leonid Litvinenko · Unión Soviética      | Ryszard Katus · Polonia               |
| Montreal 1976       | Bruce Jenner · Estados Unidos                        | Guido Kratschmer · Alemania Occidental   | Nikolai Avilov · Unión Soviética      |
| Moscú 1980          | Daley Thompson · Reino Unido                         | Yuri Kutsenko · Unión Soviética          | Sergei Zhelanov · Unión Soviética     |
| Los Ángeles 1984    | Daley Thompson · Reino Unido                         | Jürgen Hingsen · Alemania Occidental     | Siegfried Wentz · Alemania Occidental |
| Seúl 1988           | Christian Schenk · Alemania Oriental                 | Torsten Voss · Alemania Oriental         | Dave Steen · Canadá                   |
| Barcelona 1992      | Robert Změlík · Checoslovaquia                       | Antonio Peñalver · España                | Dave Johnson · Estados Unidos         |
| Atlanta 1996        | Dan O'Brien · Estados Unidos                         | Frank Busemann · Alemania                | Tomáš Dvořák · República Checa        |
| Sídney 2000         | Erki Nool (8.642 pts.) · Estonia                     | Roman Šebrle · República Checa           | Chris Huffins · Estados Unidos        |
| Atenas 2004         | Roman Šebrle (8.893 pts.) · República Checa          | Bryan Clay · Estados Unidos              | Dmitriy Karpov · Kazajistán           |
| Pekín 2008          | Bryan Clay (8.791 pts.) · Estados Unidos             | Andrei Krauchanka · Bielorrusia          | Leonel Suárez · Cuba                  |
| Londres 2012        | Ashton Eaton (8.869 pts.) · Estados Unidos           | Trey Hardee · Estados Unidos             | Leonel Suárez · Cuba                  |
| Río de Janeiro 2016 | Ashton Eaton (8.893 pts) · Estados Unidos            | Kevin Mayer · Francia                    | Damian Warner · Canadá                |
| Tokio 2020          | Damian Warner (9.018 pts. ) · Canadá                 | Kevin Mayer · Francia                    | Ashley Moloney · Australia            |
| París 2024          | Markus Rooth (8.796 pts.) · Noruega                  | Leo Neugebauer · Alemania                | Lindon Victor · Granada               |

## Campeones mundiales
- Ganadores en el Campeonato Mundial de Atletismo.

| Edición         | Oro            | Plata             | Bronce              |
| --------------- | -------------- | ----------------- | ------------------- |
| Helsinki 1983   | Daley Thompson | Jürgen Hingsen    | Siegfried Wentz     |
| Roma 1987       | Torsten Voss   | Siegfried Wentz   | Pavel Tarnavetskiy  |
| Tokio 1991      | Dan O'Brien    | Mike Smith        | Christian Schenk    |
| Stuttgart 1993  | Dan O'Brien    | Eduard Hämäläinen | Paul Meier          |
| Gotemburgo 1995 | Dan O'Brien    | Eduard Hämäläinen | Mike Smith          |
| Atenas 1997     | Tomáš Dvořák   | Eduard Hämäläinen | Frank Busemann      |
| Sevilla 1999    | Tomáš Dvořák   | Dean Macey        | Chris Huffins       |
| Edmonton 2001   | Tomáš Dvořák   | Erki Nool         | Dean Macey          |
| París 2003      | Tom Pappas     | Roman Šebrle      | Dmitriy Karpov      |
| Helsinki 2005   | Bryan Clay     | Roman Šebrle      | Attila Zsivóczky    |
| Osaka 2007      | Roman Šebrle   | Maurice Smith     | Dmitriy Karpov      |
| Berlín 2009     | Trey Hardee    | Leonel Suárez     | Aleksandr Pogorelov |
| Daegu 2011      | Trey Hardee    | Ashton Eaton      | Leonel Suárez       |
| Moscú 2013      | Ashton Eaton   | Michael Schrader  | Damian Warner       |
| Pekín 2015      | Ashton Eaton   | Damian Warner     | Rico Freimuth       |
| Londres 2017    | Kevin Mayer    | Rico Freimuth     | Kai Kazmirek        |
| Doha 2019       | Niklas Kaul    | Maicel Uibo       | Damian Warner       |
| Oregón 2022     | Kevin Mayer    | Pierce LePage     | Zachery Ziemek      |
| Budapest 2023   | Pierce LePage  | Damian Warner     | Lindon Victor       |

## Mejor marca por temporada

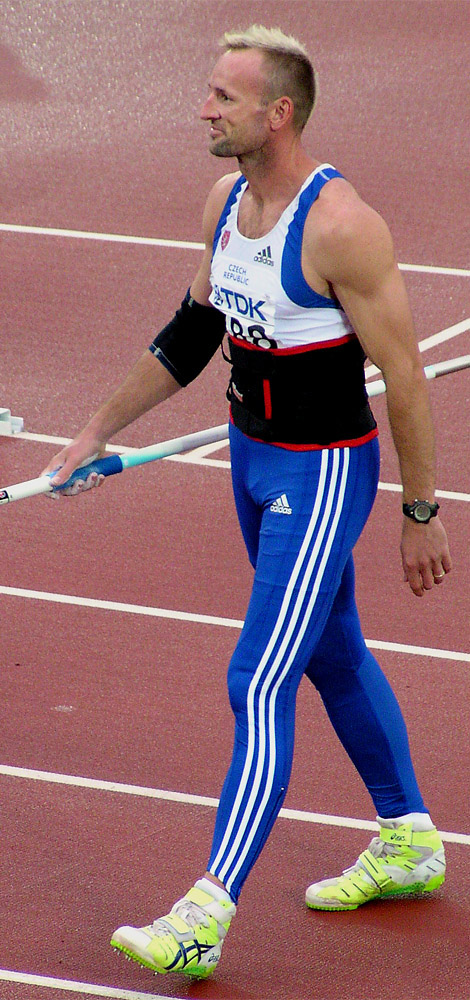
Tomáš Dvořák.

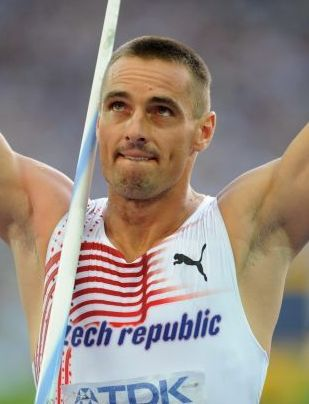
Roman Šebrle.

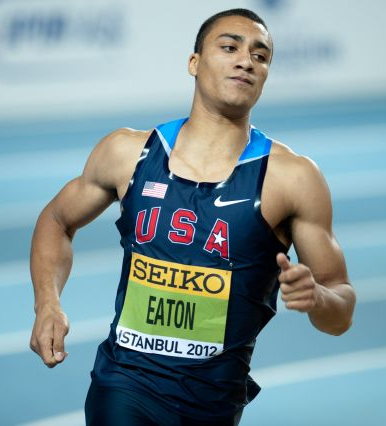
Ashton Eaton.

- Mejor marca por temporada.[2]

| Año  | Marca | Atleta              | Lugar          |
| ---- | ----- | ------------------- | -------------- |
| 1960 | 8,683 | Rafer Johnson       | Eugene         |
| 1961 | 8,709 | Philip Mulkey       | Memphis        |
| 1962 | 8,248 | Yang Chuan-kwang    | Tulare         |
| 1963 | 8,089 | Yang Chuan-kwang    | Walnut         |
| 1964 | 7,950 | Manfred Bock        | Liestal        |
| 1965 | 7,883 | Mikhail Storozhenko | Kiev           |
| 1966 | 8,234 | Bill Toomey         | Salina         |
| 1967 | 8,319 | Kurt Bendlin        | Heidelberg     |
| 1968 | 8,222 | Bill Toomey         | Echo Summit    |
| 1969 | 8,417 | Bill Toomey         | Los Ángeles    |
| 1970 | 8,130 | Rüdiger Demmig      | Erfurt         |
| 1971 | 8,244 | Kurt Bendlin        | Bonn           |
| 1972 | 8,466 | Mykola Avilov       | Múnich         |
| 1973 | 8,206 | Ryszard Skowronek   | Varsovia       |
| 1973 | 8,163 | Lennart Hedmark     | Bonn           |
| 1974 | 8,229 | Ryszard Skowronek   | Montreal       |
| 1975 | 8,429 | Bruce Jenner        | Eugene         |
| 1976 | 8,634 | Bruce Jenner        | Montreal       |
| 1977 | 8,400 | Aleksandr Grebenyuk | Riga           |
| 1978 | 8,493 | Guido Kratschmer    | Bernhausen     |
| 1979 | 8,476 | Guido Kratschmer    | Krefeld        |
| 1980 | 8,667 | Guido Kratschmer    | Bernhausen     |
| 1981 | 8,334 | Rainer Pottel       | Birmingham     |
| 1982 | 8,774 | Daley Thompson      | Atenas         |
| 1983 | 8,825 | Jürgen Hingsen      | Bernhausen     |
| 1984 | 8,847 | Daley Thompson      | Los Ángeles    |
| 1985 | 8,559 | Torsten Voss        | Dresde         |
| 1986 | 8,811 | Daley Thompson      | Stuttgart      |
| 1987 | 8,680 | Torsten Voss        | Roma           |
| 1988 | 8,512 | Christian Plaziat   | Talence        |
| 1989 | 8,549 | Dave Johnson        | Houston        |
| 1990 | 8,574 | Christian Plaziat   | Split          |
| 1991 | 8,812 | Dan O'Brien         | Tokio          |
| 1992 | 8,891 | Dan O'Brien         | Talence        |
| 1993 | 8,817 | Dan O'Brien         | Stuttgart      |
| 1994 | 8,735 | Eduard Hämäläinen   | Götzis         |
| 1995 | 8,695 | Dan O'Brien         | Gotemburgo     |
| 1996 | 8,824 | Dan O'Brien         | Atlanta        |
| 1997 | 8,837 | Tomáš Dvořák        | Atenas         |
| 1998 | 8,755 | Dan O'Brien         | Uniondale      |
| 1999 | 8,994 | Tomáš Dvořák        | Praga          |
| 2000 | 8,900 | Tomáš Dvořák        | Götzis         |
| 2001 | 9,026 | Roman Šebrle        | Götzis         |
| 2002 | 8,800 | Roman Šebrle        | Götzis         |
| 2003 | 8,807 | Roman Šebrle        | Götzis         |
| 2004 | 8,893 | Roman Šebrle        | Atenas         |
| 2005 | 8,732 | Bryan Clay          | Helsinki       |
| 2006 | 8,677 | Bryan Clay          | Götzis         |
| 2007 | 8,697 | Roman Šebrle        | Kladno         |
| 2008 | 8,832 | Bryan Clay          | Eugene         |
| 2009 | 8,790 | Trey Hardee         | Berlín         |
| 2010 | 8,483 | Bryan Clay          | Götzis         |
| 2011 | 8,729 | Ashton Eaton        | Eugene         |
| 2012 | 9,039 | Ashton Eaton        | Eugene         |
| 2013 | 8,809 | Ashton Eaton        | Moscú          |
| 2014 | 8,616 | Andrei Krauchanka   | Zúrich         |
| 2015 | 9,045 | Ashton Eaton        | Pekín          |
| 2016 | 8,893 | Ashton Eaton        | Río de Janeiro |
| 2017 | 8,768 | Kevin Mayer         | Londres        |
| 2018 | 9,126 | Kevin Mayer         | Talence        |
| 2019 | 8,711 | Damian Warner       | Götzis         |
| 2020 | 8,552 | Kevin Mayer         | Saint-Paul     |
| 2021 | 9,018 | Damian Warner       | Tokio          |
| 2022 | 8,867 | Garrett Scantling   | Fayetteville   |
| 2023 | 8,909 | Pierce LePage       | Budapest       |